# 內斯泰里夫齊 (赫梅利尼茨基州)
48°57′45″N 26°46′35″E / 48.96250°N 26.77639°E
內斯泰里夫齊（烏克蘭語：Нестерівці）是位於烏克蘭西部赫梅利尼茨基州卡緬涅茨-波多利斯基區的杜納伊夫齊市鎮的村莊，面積3.09平方公里，海拔高度324米，2001年人口1,473，人口密度每平方公里477.3人。